# Танки ГУВП
ГУВП*/ГУВП** — 2 проекта среднего (маневренного) танка, разработанные в 1924 году Московским танковым бюро (Техническое бюро № 01121) оружейно-артиллерийского треста Главного управления военной промышленности под руководством инженера С. П. Шукалова.
Проекты танков, при разработке которых изучались западноевропейские танки времён Первой мировой войны, стали одними из первых советских танковых проектов.

## ГУВП*
Танк должен был иметь вид бронепоездной площадки на гусеничном ходу, в носовой части которой находилась бы башня с короткоствольной пушкой калибром 76,2 мм. На бортовых и кормовых листах корпуса планировалось установить три сдвоенных пулемёта системы Фёдорова калибром 6,5 или 7,62 мм пулемета. Боекомплект должен был составлять 9 000 пулемётных патронов и 80 пушечных снарядов. Броневая защита должна была изготавливаться из катаных броневых листов толщиной 12-13 мм, способных защитить от винтовочной пули, пущенной со 100 шагов. Танк должен был приводиться в движение шестицилиндровым карбюраторным двигателем от танка «Рикардо» мощностью 110 л.с. По расчётам максимальная скорость танка должна была достигать 21 км/ч, а запас хода — 120—150 км. Танк должен был обслуживаться экипажем из 6 человек.

## ГУВП**
Поскольку танк ГУВП* получался слишком дорогим и сложным в производстве, была начата разработка его облегчённой версии. ГУВП** отличался от ГУВП* уменьшенной массой (не более 16 т), усовершенствованной конструкцией ходовой части и усиленной броневой защитой (22 мм вместо 13 мм). Также он должен был иметь другое вооружение. В носовой части планировалось установить танковую пушку калибром 45 мм на башне кругового вращения, в кормовой части — малую пулемётную башенку кругового вращения, а в бортовых шаровых опорах (спонсонах) по-прежнему должны были устанавливаться два пулемёта. Экипаж сокращался до пяти человек. Несмотря на ряд преимуществ перед ГУВП*, танк ГУВП** также никогда не был построен.